# Telegrafenschule
Als Telegrafenschule bezeichnete man Ende des 19. Jahrhunderts Anstalten zur wissenschaftlich-technischen Ausbildung von Telegrafenbeamten.
Die Telegrafenschule in Berlin entwickelte sich aus einer 1859 von der preußischen Telegrafenverwaltung gegründeten Fachschule. Diese hatte den Zweck, sämtliche Beamte im Bereich der Telegrafie – nachdem sie sich bei einem Telegrafenamt grundlegende praktische Kenntnisse angeeignet hatten – für den Dienst theoretisch und praktisch auszubilden.
Mit dem wissenschaftlichen Fortschritt auf dem Gebiet der Telegrafie verlagerte die Telegrafenverwaltung die für den lokalen Telegrafenbetriebsdienst erforderliche theoretische und praktische Ausbildung der Beamten an die Oberpostdirektionen. An der Berliner Telegrafenschule wurde fortan nur noch eine beschränkte Anzahl Beamter zugelassen, die sowohl über eine genügende wissenschaftliche Vorbildung als auch über ein geeignetes dienstliches Verhalten verfügten. Von ihnen wurde erwartet, dass sie den auf einen höheren Bildungsgrad berechneten Vorträgen mit Nutzen folgen konnten und nach Ablegung der höheren Telegrafenverwaltungsprüfung für höhere Positionen innerhalb der Verwaltung qualifiziert waren.
1879 wurde die Telegrafenschule in Berlin zu dem Rang einer technischen Hochschule erhoben. Der Kursus war sechsmonatlich; jährlich wurden zum Besuch der Schule etwa 40 Beamte einberufen. Eine ähnliche Anstalt bestand in Paris.